# Arroyo del Cuadro
Der Arroyo del Cuadro ist ein Fluss in Uruguay.
Er entspringt auf dem Gebiet des Departamento Canelones in der Cuchilla Grande östlich von San Bautista nahe der Ruta 81. Von dort fließt er in Süd-Nord-Richtung, unterquert die Ruta 65 und mündet schließlich östlich von Castellanos linksseitig in den Arroyo del Tala.